# Voo Delta Air Lines 1141
O Voo Delta Air Lines 1141 foi um voo doméstico regular de passageiros entre Dallas-Fort Worth e Salt Lake City em Utah, nos Estados Unidos. Em 31 de agosto de 1988, o voo utilizando um Boeing 727-200 caiu durante a decolagem, resultando em 14 mortos e 76 feridos dos 108 a bordo.

## Aeronave e tripulação

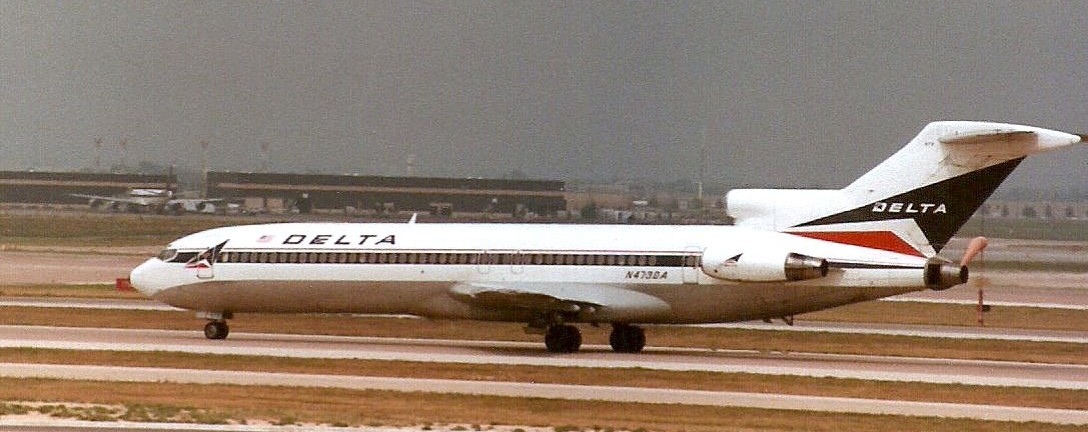
Aeronave envolvida no acidente

A aeronave envolvida no acidente era um Boeing 727-232 Advanced, prefixo N473DA, uma aeronave de fuselagem estreita com três motores. Foi entregue à Delta Air Lines em novembro de 1973, e foi o 992º Boeing 727 a ser fabricado. A aeronave era equipada com três motores turbofan Pratt & Whitney JT8D-15. O avião já tinha registrado mais de 43.000 horas de voo antes do acidente.
A tripulação de voo consistia no capitão Larry Lon Davis de 46 anos, primeiro-oficial Carey Wilson Kirkland de 36 anos e o engenheiro de voo veterano Steven Mark Judd de 30 anos. A tripulação da cabine consistia em quatro comissários de voo: Dixie Dunn, de 56 anos; Diana George, de 40 anos; Rosilyn Marr, de 43 anos e Mary O'Neill de 57 anos.

## Acidente
O Voo 1141 era um voo regular de passageiros do Aeroporto Municipal de Jackson em Jackson, Mississippi, para o Aeroporto Internacional de Salt Lake City em Salt Lake City, Utah, com uma escala intermediária no Aeroporto Internacional de Dallas-Fort Worth no Norte do Texas. O voo da manhã de quarta-feira de Jackson para Dallas foi tranquilo, e o Voo 1141 chegou à Dallas às 07:38 CDT. Do voo de Dallas para Salt Lake City, o Voo 1141 possuía 101 passageiros e 7 tripulantes a bordo.
Às 08:30, o Voo 1141 saiu do portão do terminal e foi liberado pelo controlador em terra para taxiar até a pista 18L. A aeronave foi instruída a alinhar-se na pista e esperar um minuto devido à possibilidade de turbulência de esteira de um DC-10 da American Airlines que estava partindo. A tripulação solicitou que a espera fosse prolongada para dois minutos, o que foi concedido. A tripulação conversou um pouco com os comissários de bordo sobre o que eles diriam no gravador da cabine de comando em caso de queda. Eventualmente esta conversa terminou quando a tripulação foi autorizada para decolar. A decolagem foi normal até que as rodas principais saíssem do solo, quando a aeronave iniciou um violento movimento de rolagem e a asa direita caiu. A cauda do avião fez contato com a pista brevemente, e 200 metros depois, a ponta da asa direita bateu na pista. A aeronave gerou picos de compressor (devido à quebra do fluxo de ar através do motor), e não foi capaz de ganhar altitude ou manter o voo estabilizado. A aproximadamente 270 metros após o fim da pista, a asa direita do avião atingiu a antena localizadora ILS, que incendiou a asa e a começou a desintegrar-se enquanto o avião ainda estava em voo. A aeronave permaneceu no ar por mais 120 metros antes de atingir o solo, deslizando lateralmente e deixando um rastro de destroços de 240 metros muito antes de finalmente chegar a um descanso a 980 metros do final da pista. Um incêndio surgiu na área da asa direita e rapidamente se espalhou e inavdiu a parte traseira da aeronave. O tempo total de voo foi de 22 segundos, desde a decolagem até o primeiro impacto com o solo.

## Vítimas
Dois dos quatro comissários de bordo (Dunn e Marr) e 12 dos 101 passageiros a bordo morreram no acidente. Os exames médicos determinaram que todas as fatalidades, exceto uma, foram devidas à inalação de fumaça. Um passageiro, que tinha conseguido escapar da aeronave, tentou entrar novamente no avião na tentativa de salvar sua esposa e outros passageiros ainda presos dentro. Ele sofreu queimaduras severas e morreu 11 dias depois do acidente devido aos seus ferimentos graves.
O capitão Davis, primeiro-oficial Kirkland, dois comissários de bordo e 22 passageiros ficaram gravemente feridos. O engenheiro de voo Judd e 49 passageiros tiveram fermimentos leves e 18 passageiros ficaram ilesos. Muitos dos passageiros relataram que as forças de impacto não eram severas e estavam concentradas principalmente na parte de trás da aeronave. O primeiro oficial Kirkland ficou gravemente ferido e sofreu uma concussão.

## Investigação
A investigação do Conselho Nacional de Segurança nos Transportes (NTSB) no acidente tentaram reconstruir o desempenho da aeronave com base em relatórios de testemunhas e sobreviventes. Testemunhas relataram que o avião tentou subir em um ângulo superior ao normal, e que o avião rolou de um lado para o outro e pareceu estar fora de controle. Baseado no exame dos destroços, o NTSB determinou que a colisão com a antena localizadora do sistema de pouso por instrumentos (ILS) a aproximadamente 270 metros do final da pista 18L levou ao desmembramento e quebra da aeronave. O derramamento de combustível de jato iniciou um incêndio que rapidamente engoliu a fuselagem. O motor nº 3 havia se separado da empenagem. Os passageiros relataram que o avião parecia tremer violentamente durante a decolagem. Testemunhas no solo afirmaram que um dos motores estava em chamas, mas embora o motor estivesse muito esmagado devido ao impacto no solo, não havia sinal de incêndio ou dano pelo calor. Os funcionários da Delta reagiram rapidamente às perguntas sobre as condições de operação e manutenção do 727, apontando que os motores originais de fábrica de 1973 (quando o avião foi inicialmente adquirido pela companhia aérea) haviam sido substituídos nos últimos anos por um modelo mais novo que funcionava mais silenciosamente e usava menos combustível. Eles também afirmaram que não havia problemas mecânicos ou de manutenção conhecidos com o avião antes do voo.
O NTSB examinou porque o avião não conseguiu subir uma vez que saiu da pista. Após realizar estudos do desempenho do avião, o NTSB determinou que os eventos do Voo 1141 só poderiam ser explicados pela aeronave que tentasse decolar sem seus flaps e slats estendidos à configuração adequada de decolagem. A instabilidade da aeronave e o súbito rolamento para a direita foi consistente com o desempenho conhecido do Boeing 727 com os flaps e slats recolhidos. O capitão continuou a puxar o comando de controle para trás na tentativa de manter o nariz do avião levantado, o que criou turbulência sobre os motores montados na parte traseira e causou os picos do compressor. Entretanto, o NTSB concluiu que os picos de compressão não teriam reduzido significativamente o impulso dos motores, e que a falha do avião em ganhar velocidade se devia ao arrasto aerodinâmico na aeronave devido ao alto ângulo de ataque, em vez de uma perda de impulso do motor. O NTSB examinou o gravador de voz da cabine e notou que o piloto e o co-piloto são ouvidos declarando o acionamento dos flaps, mas o som do movimento do nivelador de flaps nunca é ouvido. Com base na falha da aeronave em subir à velocidade de decolagem, sua instabilidade de rolagem, a posição das alavancas do flap na posição totalmente retraída, e a ausência de sons indicando que os flaps ou slats foram colocados, o NTSB determinou que a falha do avião em subir resultou do erro da tripulação de voo em não colocar os flaps e slats conforme exigido pela lista de verificação pré-voo.
Com base na falta dos alarmes de alerta no gravador de voz da cabine, o NTSB também determinou que o sistema de aviso de decolagem do avião (TOWS), projetado para alertar a tripulação se os motores forem acelerados até a potência de decolagem sem que os flaps e slats estejam ajustados corretamente, não conseguiu alertar os pilotos sobre sua configuração imprópria de decolagem. O interruptor que operou o TOWS na aeronave acidentada havia sido modificado anteriormente, de acordo com as instruções da Boeing, para evitar ativações incômodas durante o taxiamento da aeronave. Uma inspeção em toda a frota de Boeing 727, ordenada pela Administração Federal de Aviação após o acidente do Voo 1141, identificou 35 anomalias nas TOWS de 1.190 aeronaves examinadas. A FAA tinha recomendado que o TOWS do Boeing 727 fosse modificado de um sistema ativado pelos aceleradores da aeronave para um sistema ativado pela razão de pressão do motor (EPR), e enquanto a Delta possuía um Boeing 727 que tinha um TOWS ativado por EPR, estas eram todas aeronaves que a Delta tinha adquirido de outras companhias aéreas, e a Delta não converteu sua própria aeronave para um sistema ativado por EPR. O NTSB concluiu que  que o TOWS não tinha sido ativado porque tinha um problema intermitente que não foi detectado ou corrigido durante a última manutenção da aeronave.

### Desempenho da tripulação e da companhia aérea
O NTSB investigou a relação entre o desempenho da tripulação e os eventos do acidente. As regulamentações da FAA exigem uma cabine de comando estéril antes da decolagem, o que significa que não deve haver nenhuma conversa não relacionada à aeronave e ao voo pendente. Porém, as fitas do gravador de voz da cabine (caixa preta) gravou extensas conversas não essenciais, inclusive sobre a caixa preta em si, o acidente do Voo Continental Airlines 1713, e os hábitos de namoro dos comissários de bordo. O gravador também mostrou que antes da decolagem, a tripulação estava distraída conversando com um atendente de voo sobre a próxima eleição presidencial, misturas de bebidas e vários outros tópicos não relacionados com a operação da aeronave. Da tripulação de voo, o primeiro oficial estava mais ativamente envolvido nestas conversas não essenciais, com o capitão apenas ocasionalmente participando. Entretanto, embora o capitão não tenha participado ativamente dessas conversas não relevantes, ele também não conseguiu parar as repetidas interrupções e conversas do primeiro oficial com o atendente de bordo. O NTSB determinou que, se o capitão tivesse assumido um papel mais ativo no gerenciamento da cabine de comando, o acidente poderia ter sido evitado.
Logo após uma audiência do NTSB na qual foram discutidas as transcrições do gravador de voz, todos os três membros da tripulação de voo foram demitidos da Delta. No entanto, a companhia aérea em si também foi culpada. O NTSB determinou que a Delta não insistiu no gerenciamento padronizado da cabine de comando da tripulação, e que as tripulações de voo tinham liberdade significativa na condução de suas operações de voo. Esta filosofia corporativa negligente contribuiu para a má disciplina e desempenho da tripulação do Voo 1141. O NTSB também constatou que a FAA já estava ciente das deficiências nas operações da Delta no que diz respeito ao desempenho da tripulação de voo, mas que nem a Delta nem a FAA haviam tomado medidas corretivas suficientes para eliminar as deficiências de desempenho já conhecidas entre as tripulações de voo da Delta.

### Causa provável e dissentimento
Em 26 de setembro de 1989, o NTSB publicou seu relatório final do acidente. Nela, o NTSB determinou que existiam duas causas prováveis para o acidente: (1) disciplina inadequada na cabine de comando que resultou na falha da tripulação de voo em estender os flaps e slats da aeronave à configuração adequada de decolagem, e (2) a falha do TOWS do avião em soar e alertar a tripulação de que seu avião não estava configurado corretamente para decolagem. Contribuiu também para o acidente a lenta implementação pela Delta de mudanças em seus programas de gerenciamento da tripulação de voo, a falta de uma ação suficientemente agressiva da FAA para obrigar a Delta a corrigir deficiências conhecidas e a falta de responsabilidade suficiente dentro do processo de inspeção da transportadora aérea da FAA.
Um membro do conselho de segurança, Jim Burnett, discordou da declaração de causa provável do NTSB. Embora Burnett concordasse com os fatos e conclusões do relatório do acidente, ele acreditava que as ações da FAA e da Delta eram causas diretas do acidente e não apenas fatores que contribuíam para ele. O dissentimento de Burnett propôs uma declaração de causa provável que incluía as duas causas prováveis mencionadas no relatório principal, enquanto acrescentava uma terceira causa provável:

"Também causou o acidente a falha da administração da Delta Air Lines em fornecer coordenação e orientação a suas tripulações de voo através de seus programas de treinamento e verificação de pilotos para promover e fomentar procedimentos ideais de gerenciamento da cabine de comando, e a falha da Administração Federal de Aviação em corrigir deficiências conhecidas nos programas de treinamento e verificação de pilotos da Delta Air Lines."

## Consequências
Embora o NTSB tenha especificamente culpado o capitão e o copiloto pelo acidente, e não tenha culpado Judd (o engenheiro de voo), Judd não foi capaz de encontrar trabalho como piloto comercial após ter sido demitido pela Delta. Um ex-piloto da Marinha, Judd trabalhou como piloto reserva na Estação Aérea Naval de Dallas enquanto apelava para sua demissão. Judd foi mais tarde recontratado pela Delta.
A divulgação da mídia das fitas da caixa-preta  que demonstraram porque a tripulação não conseguiu estender os flaps ou slats do avião para a decolagem, provocou tal clamor por parte dos pilotos que a divulgação posterior dos dados foi restringida por lei e cuidadosamente examinada pelo NTSB. A lei proíbe que o NTSB geralmente libere transcrições ou gravações da caixa-preta, enquanto uma exceção permite que o NTSB libere transcrições relacionadas a uma investigação de segurança, não há exceção que permita que a NTSB libere cópias das gravações reais.

## Dramatização
O acidente foi apresentado no terceiro episódio da temporada 18 da série Mayday Desastres Aéreos em 2018. O episódio é intitulado "Deadly Distraction" (Distração Mortal). No Brasil, o episódio é intitulado "Mistério em Dallas".